# Айва китайська
Айва китайська (Pseudocydonia sinensis) — вид монотипного роду Псевдоцидонія родини розові, що виростає в Східній Азії (Китай, Корея, Японія). Рослина культивується також в США й Європі. Інші назви — хеномелес китайський, каріка.

## Опис
Середньоросле дерево висотою до 10—18 м, з щільною кроною і майже завжди з викривленим стовбуром. Листя овальної форми, має 4-11 см завдовжки і 2,5-6,5 см завширшки, з пільчатими краями. Одиночні квітки блідо—рожевого кольору, з 5-ма пелюстками, 2,5-3 см діаметром, майже непомітні під листям. Плоди мають овальну форму. Вони при сприятливих умовах досить великі 10-18 см завдовжки і вагою до 1,5 кг. Плоди мають приємний запах, насичений аромат і містять багато ефірних олій, завдяки чому здаються маслянистими на дотик.

## Користь та вживання

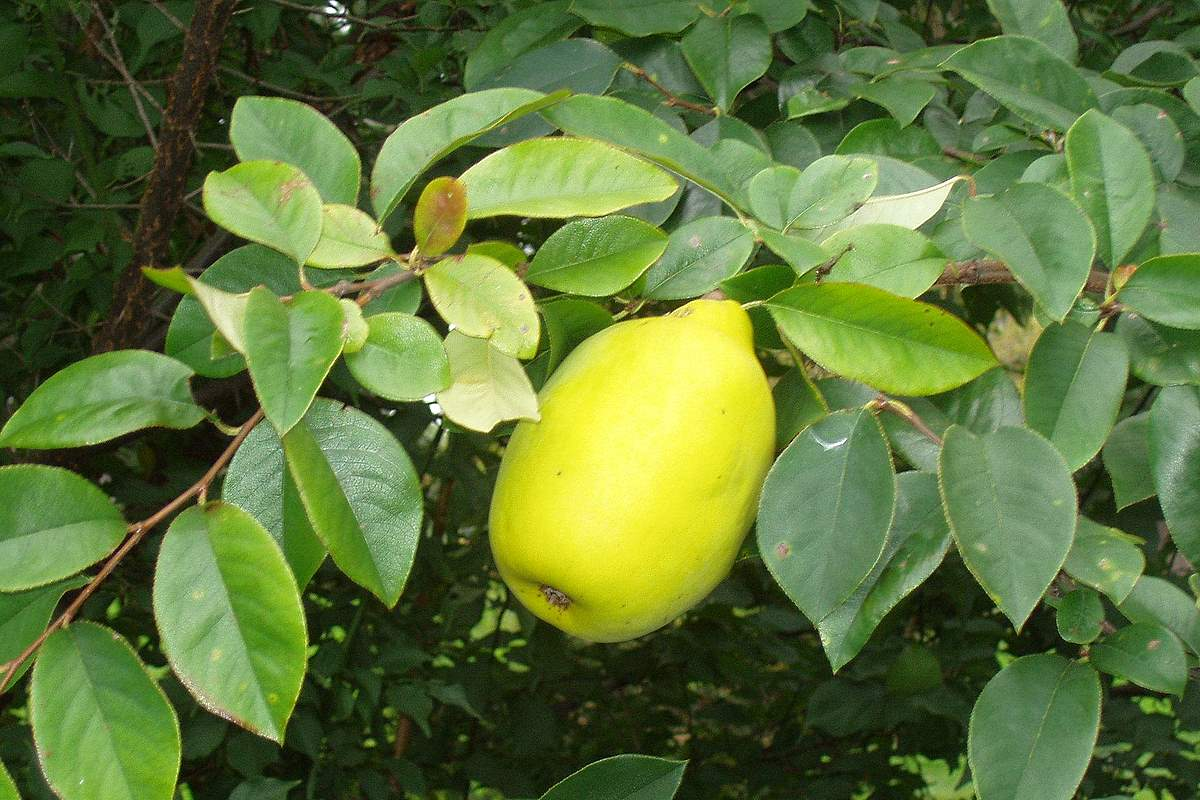
Плід китайської айви

Вживають плоди. У айви китайської товстий шар м'якоті, багато соку, кислий смак, вона надзвичайно багата поживними речовинами, її також називають «фруктом з сотнею корисних властивостей», «гарбузом довголіття». Містить 145 мкг вітаміна A, 0,01 мг вітаміна B1, 0,02 мг вітаміна B2, 0,3 мг нікотинової кислоти, 43 мг вітаміна C, 0,3 мг вітаміна E.
Особливо корисна для селезінки. Заспокоює печінку, розслаблює м'язи, нормалізує роботу шлунка. Застосовується від спазмів, від сильного болю в попереку і колінних суглобах, від набряків при бери-бери і т. д. Рекомендована кількість — Приблизно 1/4 за один раз. Допомагає при болю в м'язах, при ревматизмі, від травм, отриманих в результаті падіння, розтягнень, синців, ударів, при чергуються блювоті і проносі, авітамінозі B1. Протипоказано при алергії.
Китайські лікарі не рекомендують їсти багато, не можна вживати разом зі стравами з вугра. Для приготування, зберігання не можна користуватися посудом із заліза.

## Галерея

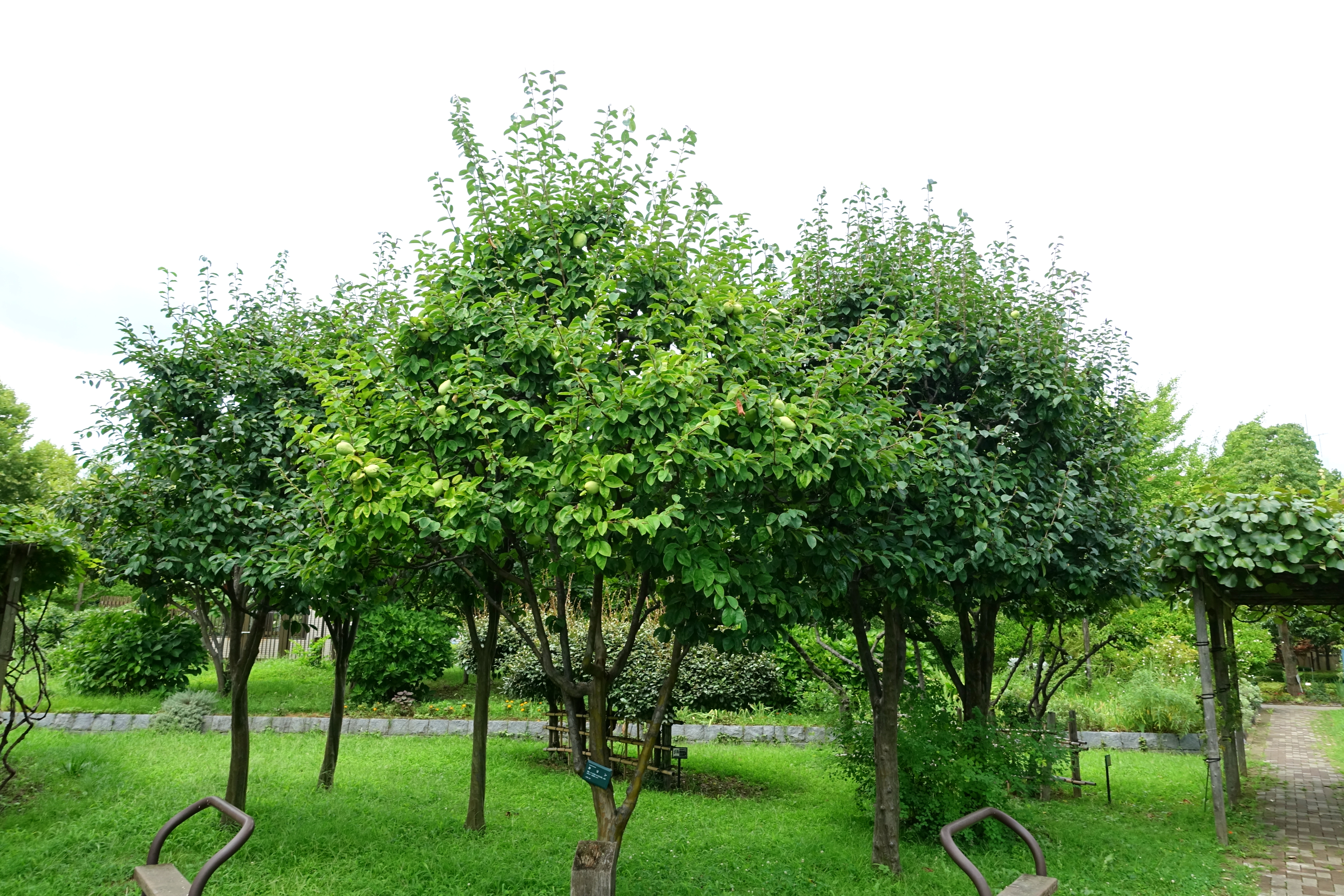
Дерево
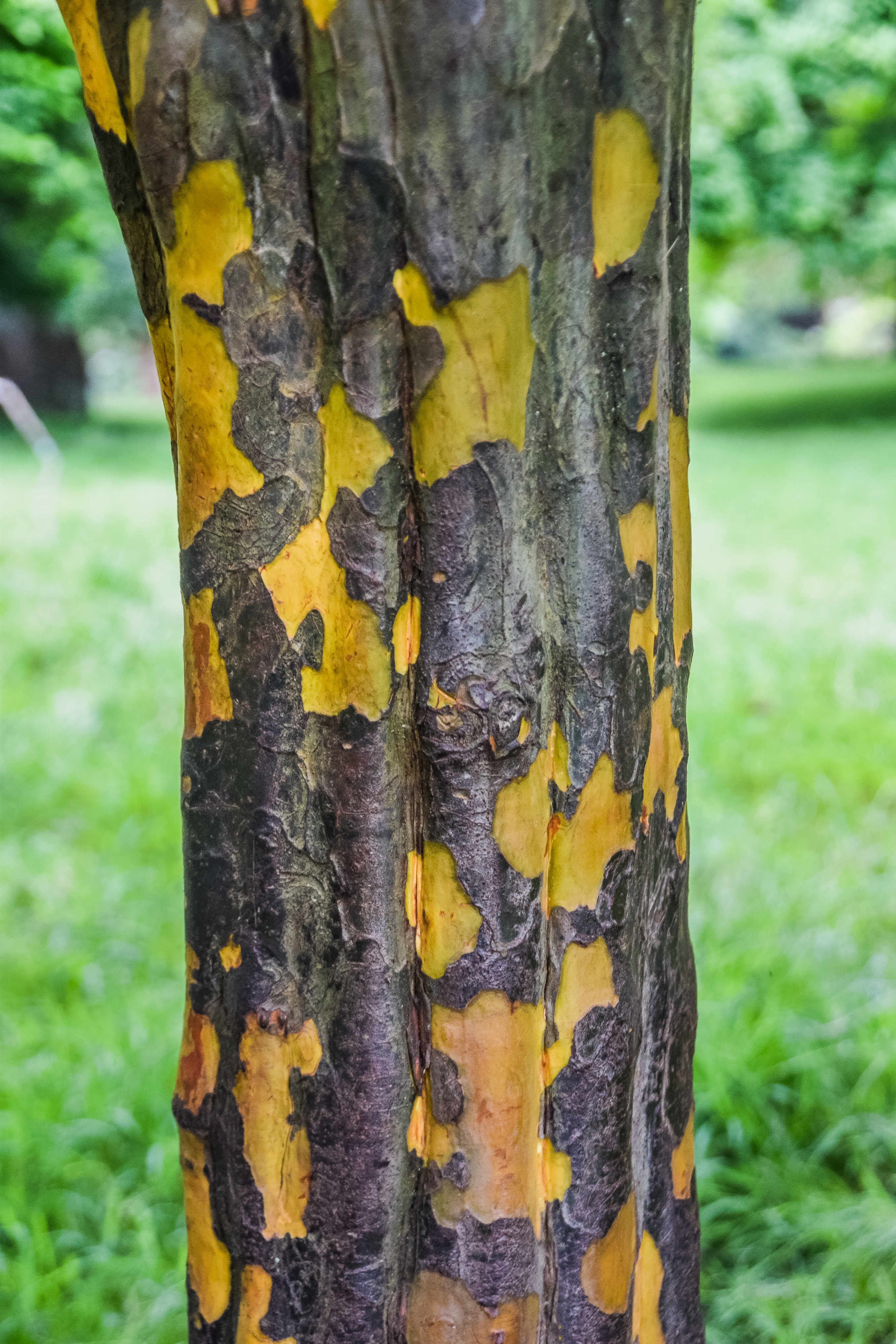
Стовбур
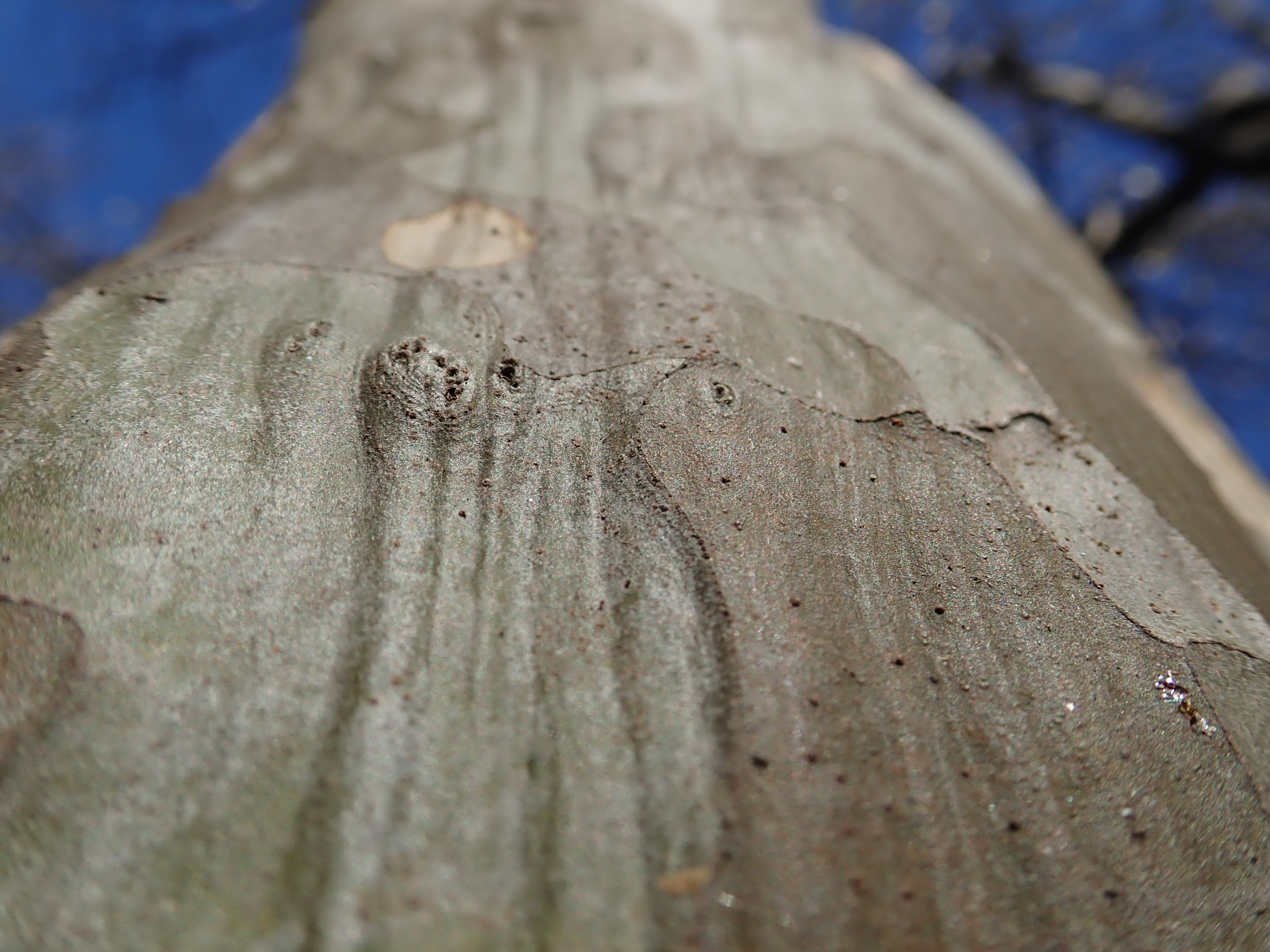
Кора
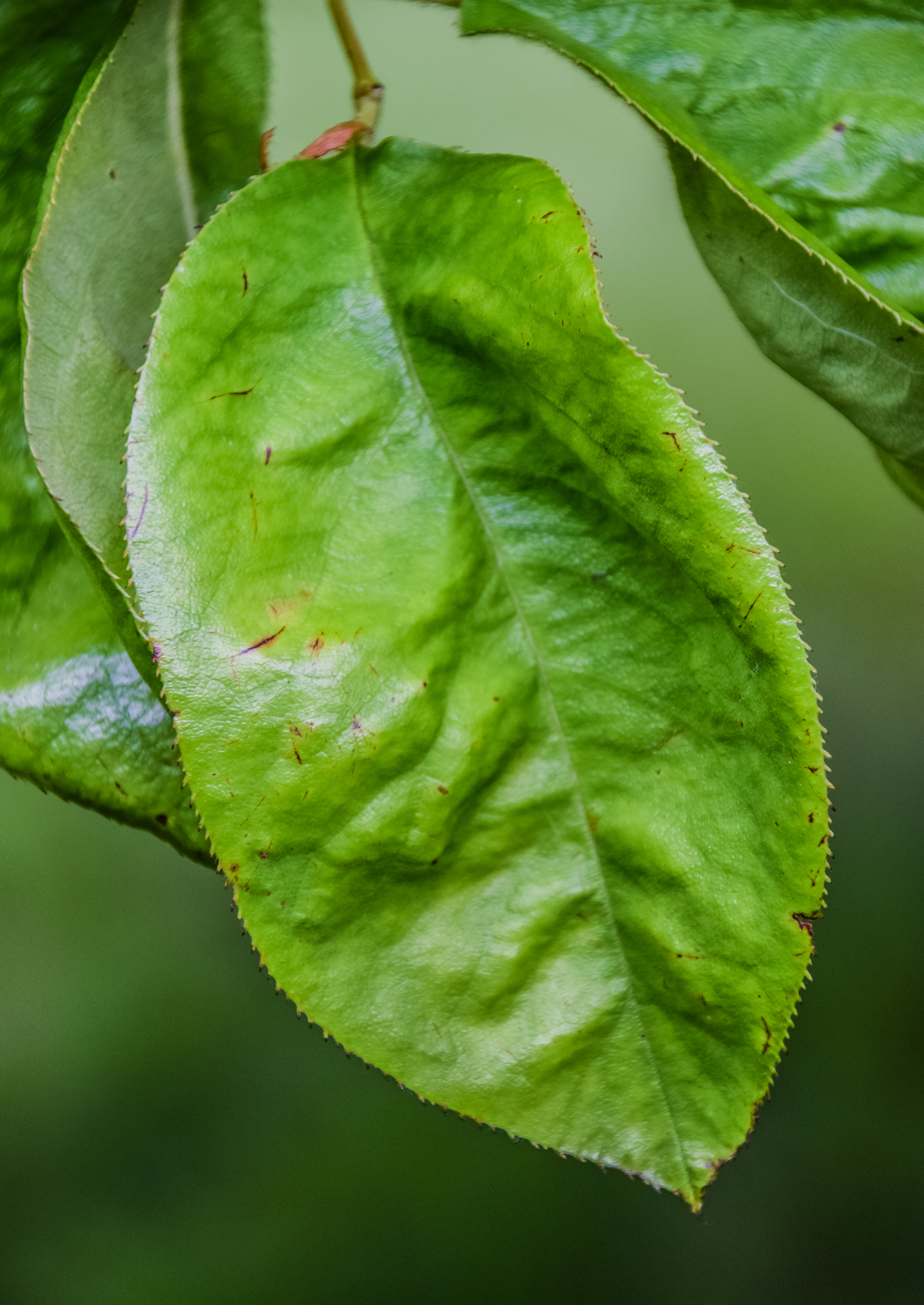
Листя
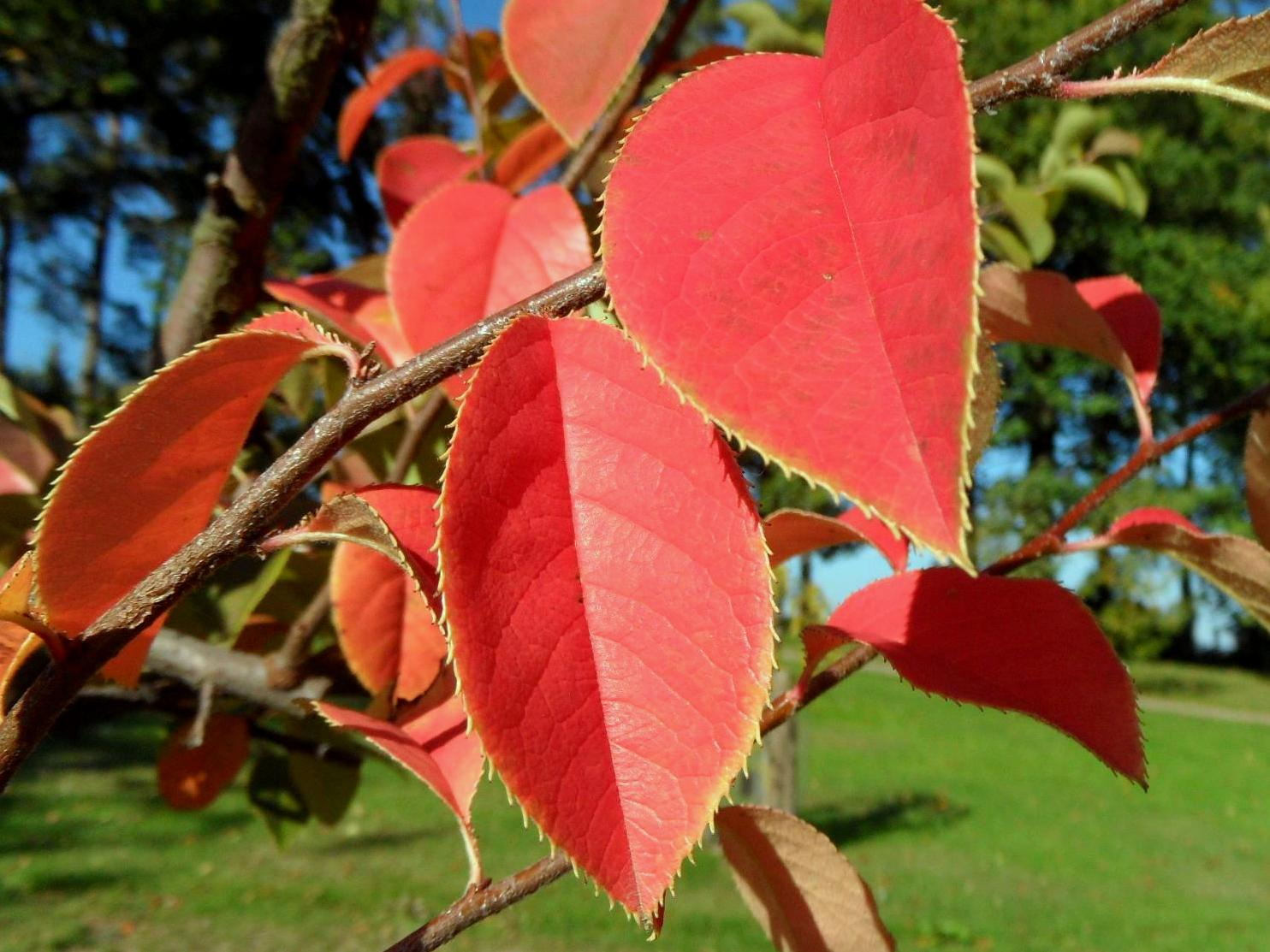
Осіннє листя
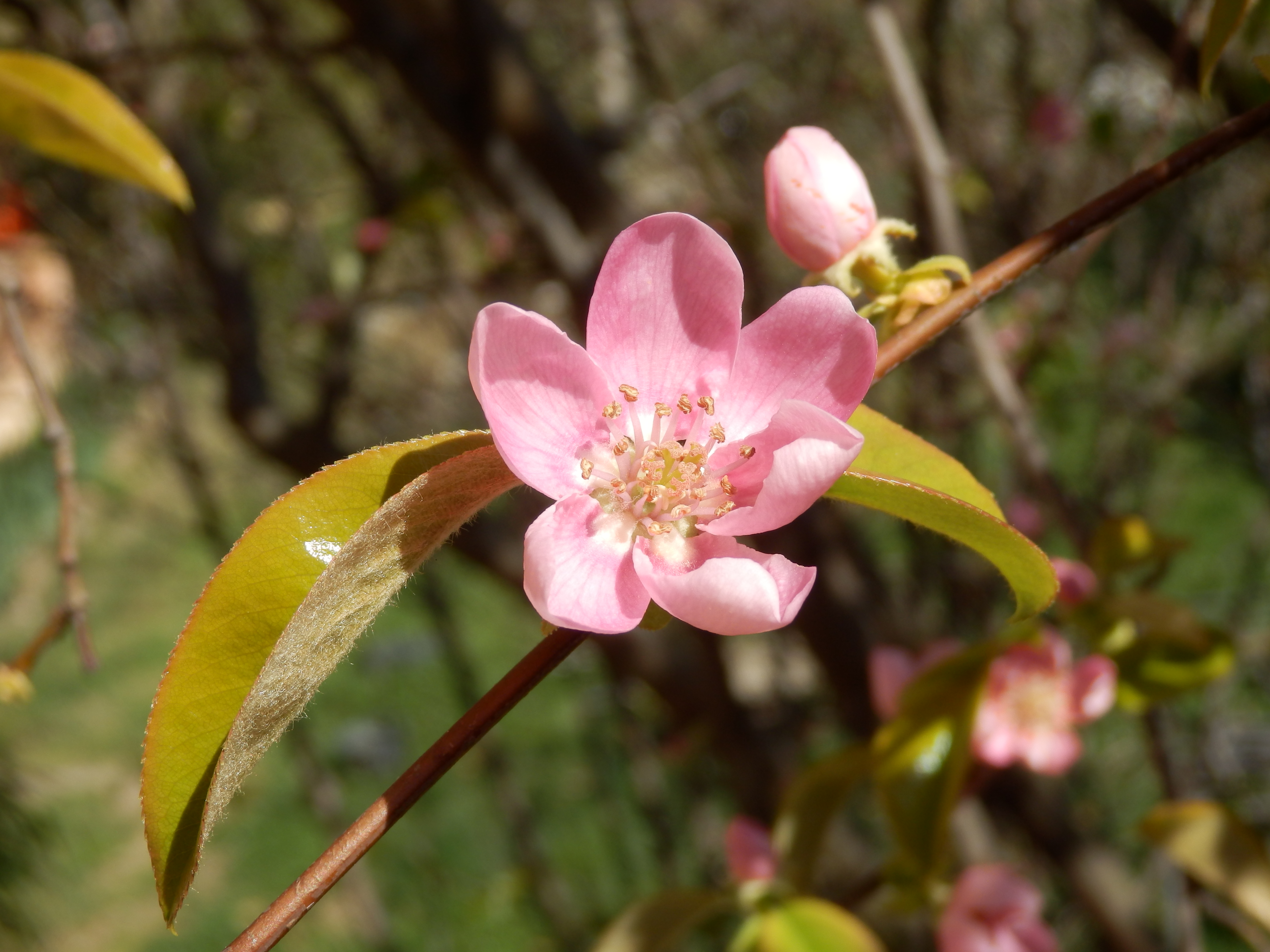
Квітка
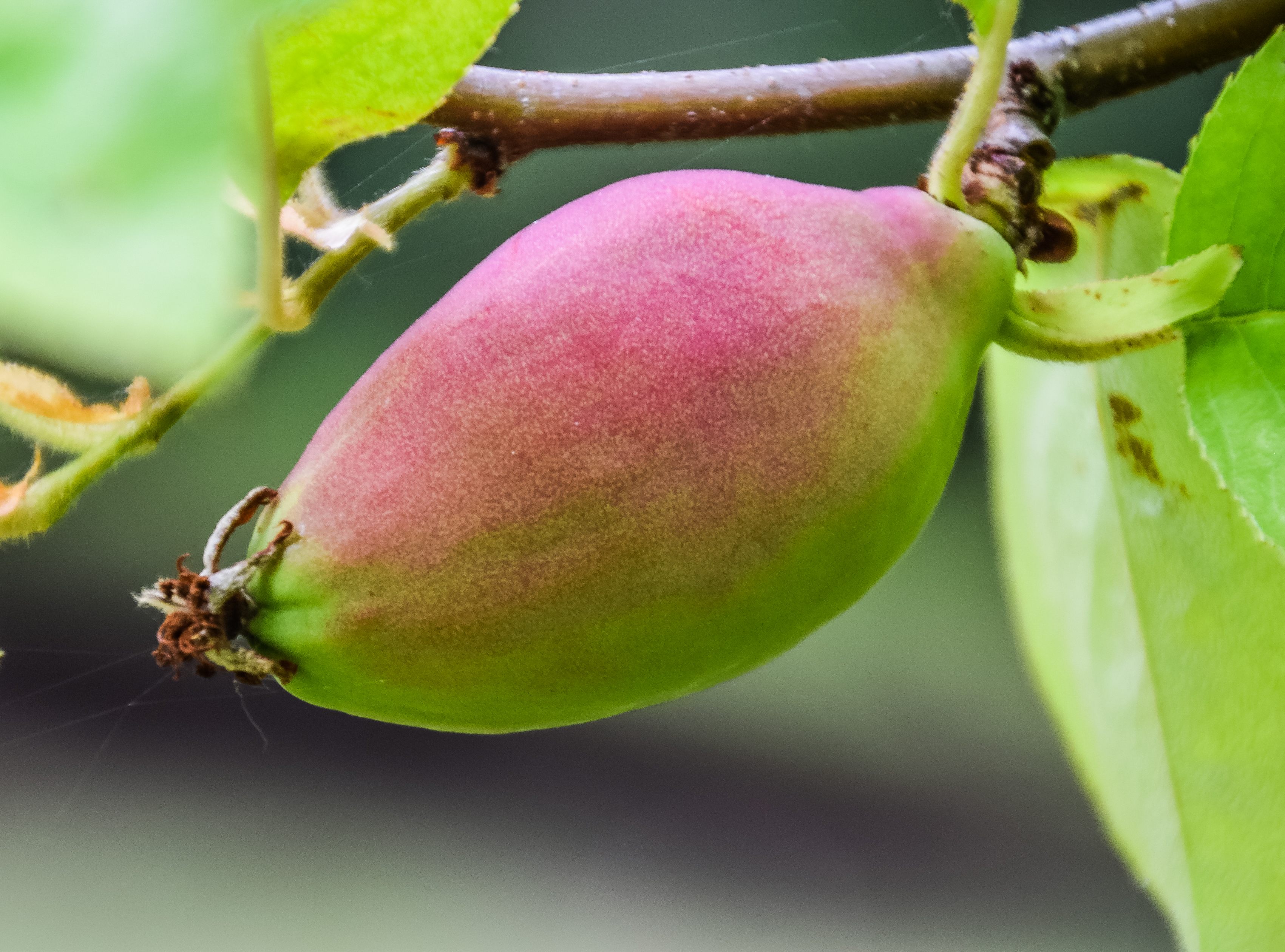
Незрілий плід
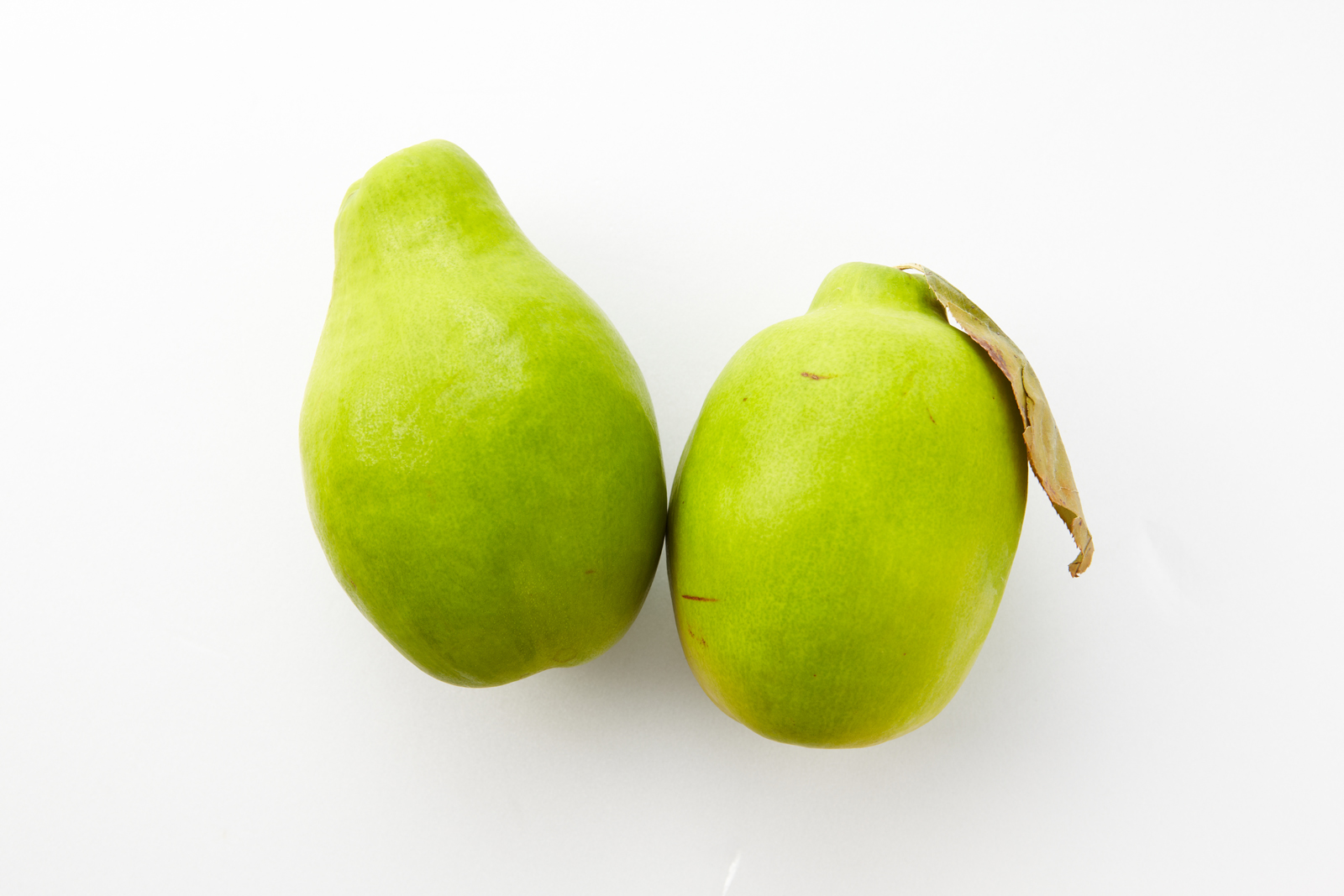
Зрілий плід